# Maes Radler
Pour les articles homonymes, voir Maes.
 (mai 2021).
Si vous disposez d'ouvrages ou d'articles de référence ou si vous connaissez des sites web de qualité traitant du thème abordé ici, merci de compléter l'article en donnant les références utiles à sa vérifiabilité et en les liant à la section « Notes et références ».
La Maes Radler est une bière belge de type panaché appartenant à Alken-Maes, filiale du groupe Heineken.

## Histoire
Le lancement en avril 2013 de la Maes Radler Citron, un nouveau type de pils jusque-là inconnue sur le marché belge est un grand succès. Plus d’un million de personnes l'ont goûtée et elle est devenue un véritable succès commercial en très peu de temps.

## Variétés
- La Maes Radler Citron, une bière plus légère (le taux d'alcool est de 2 % en volume) et plus rafraîchissante grâce à son mélange d'une pils et de jus de citron.
- La Maes Radler Pamplemousse avec le même pourcentage de volume d'alcool complète la gamme des Maes Radler depuis 2014.
- Suivie par la Maes Radler Citron Vert-Cactus depuis 2016.

Ces boissons sont l'équivalent des bières panachées françaises et doivent être servies à une température avoisinant les 3°.
Elles sont commercialisées en canettes de 33 cl ou en bouteilles de 25 cl.